# Leuenbergeria
Leuenbergeria — род цветковых растений семейства Кактусовые (Cactaceae), произрастающий на территории стран Центральной и Южной Америки, и Карибского бассейна. 
В отличие от большинства кактусов, представители рода Leuenbergeria имеют стойкие листья и кору на стеблях в начале своего роста. Этот род был создан в 2012 году Жоэлем Лоде (Joel Lode) из видов, входящих в род Переския (Pereskia).

## Название
Родовое латинское название Leuenbergeria дано в честь швейцарца Эрнста Леуенберга (Beat Ernst Leuenberger, 1946–2010), куратора тропических коллекций ботанического сада Берлин-Далем и специалиста по роду Переския (Pereskia).

## Описание
Представители рода Leuenbergeria растут в виде деревьев или кустарников, достигая до 10 м в высоту в случае Leuenbergeria lychnidiflora. Они отличаются от большинства кактусов своими листьями, которые остаются даже на зрелой стадии роста, в отличие от таких родов, как Переския (Pereskia) и Родокактус (Rhodocactus), с которыми когда-то были объединены в один род. Отличительной особенностью Leuenbergeria является то, что стебли образуют кору на ранней стадии роста, не имея устьиц, что исключает возможность действовать как органы фотосинтеза. Как и у других кактусов, у них есть метловидные ареолы, несущие колючки. В большинстве случаев на ареолах растут листья. Цветки в основном розовые, оранжевые или красные, хотя у некоторых видов могут быть желтого цвета.

## Распространение
Природный ареал — Аруба, Бразилия, Колумбия, Коста-Рика, Куба, Доминиканская Республика, Сальвадор, Гватемала, Гаити, Гондурас, Мексика, Никарагуа, Панама, Венесуэла, Антильские острова.
Интродукция — Тринидад-Тобаго, Вьетнам, Северные Подветренные острова и Наветренные острова.

## Таксономия
Leuenbergeria Lodé, первое упоминание в Cact.-Avent. Int. 97: 26 (2013 publ. 2012).

### Виды
Подтвержденные виды по данным сайта Plants of the World Online на 2023 год:
- Leuenbergeria aureiflora (F.Ritter) Lodé
- Leuenbergeria bleo (Kunth) Lodé
- Leuenbergeria guamacho (F.A.C.Weber) Lodé
- Leuenbergeria lychnidiflora (DC.) Lodé
- Leuenbergeria marcanoi (Areces) Lodé
- Leuenbergeria portulacifolia (L.) Lodé
- Leuenbergeria quisqueyana (Alain) Lodé
- Leuenbergeria zinniiflora (DC.) Lodé

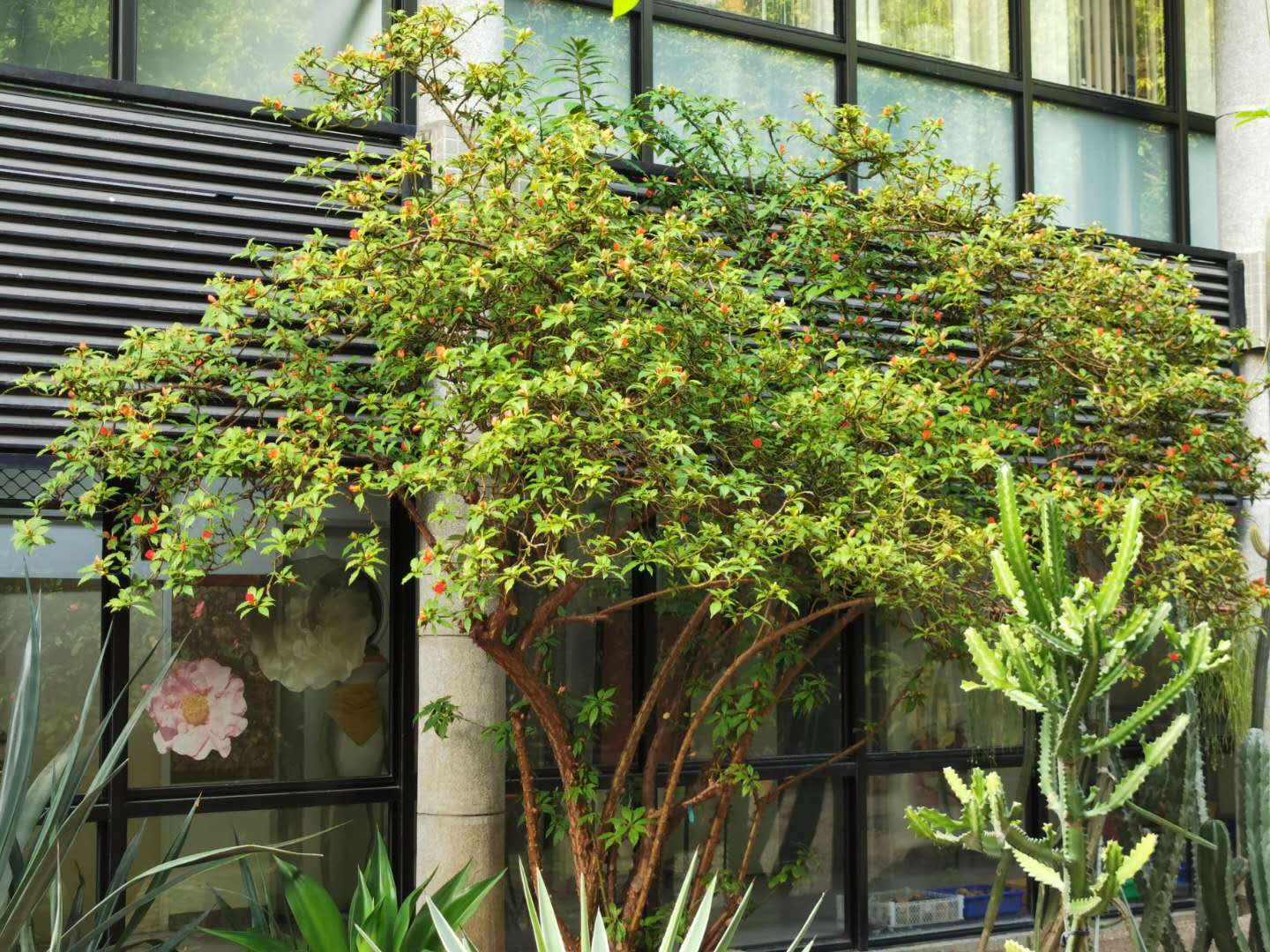
Leuenbergeria bleo
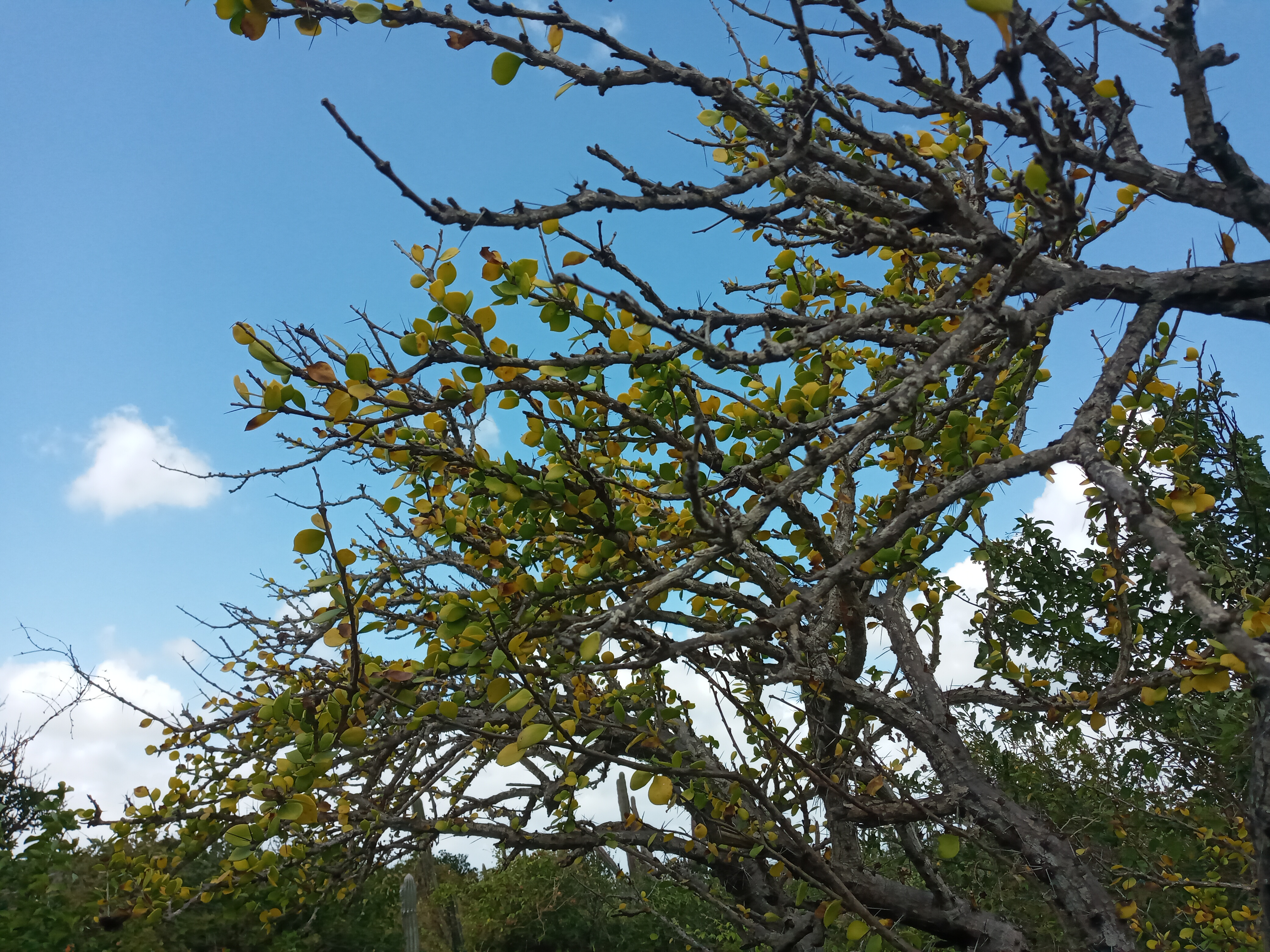
Leuenbergeria guamacho
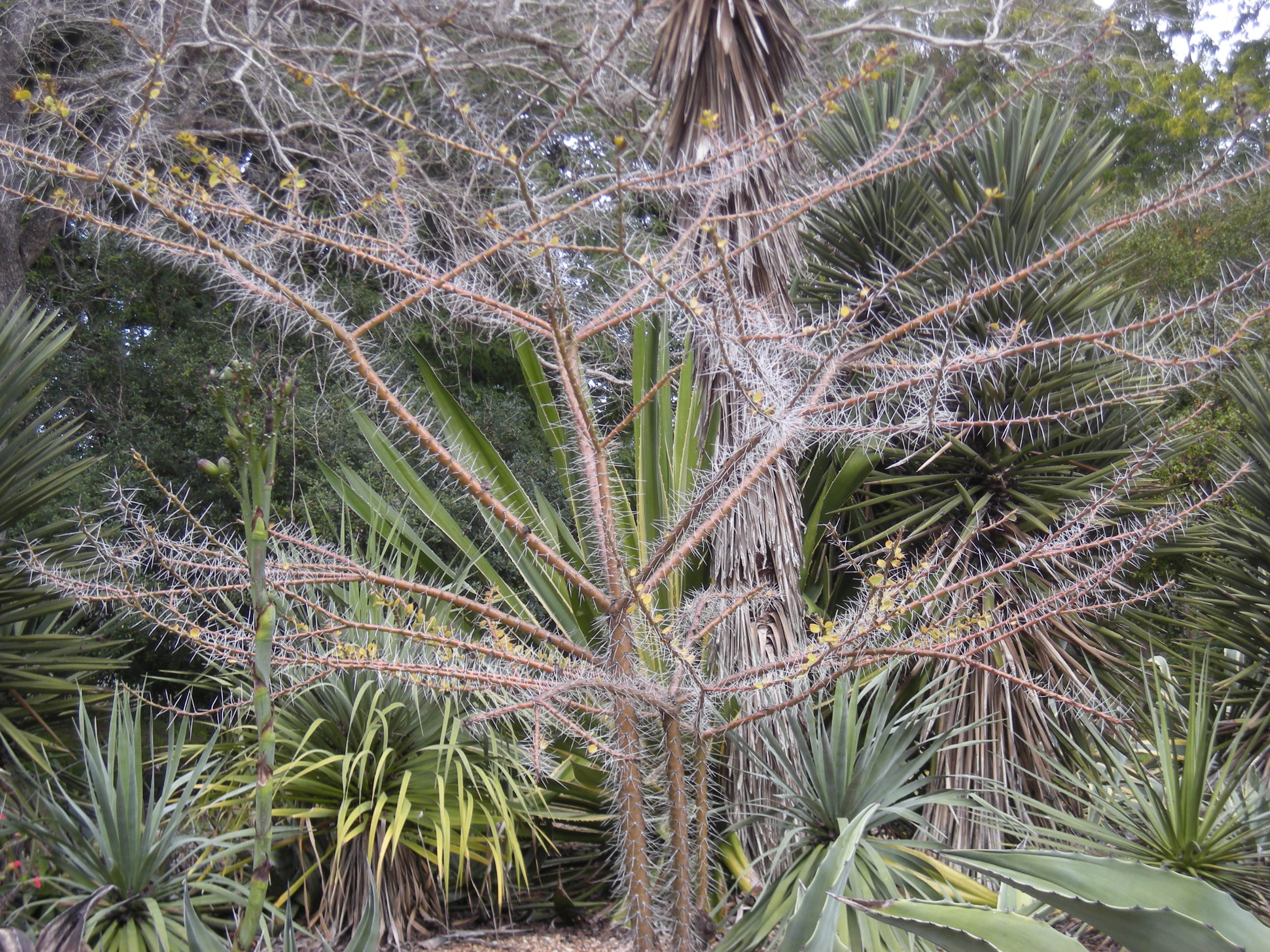
Leuenbergeria lychnidiflora
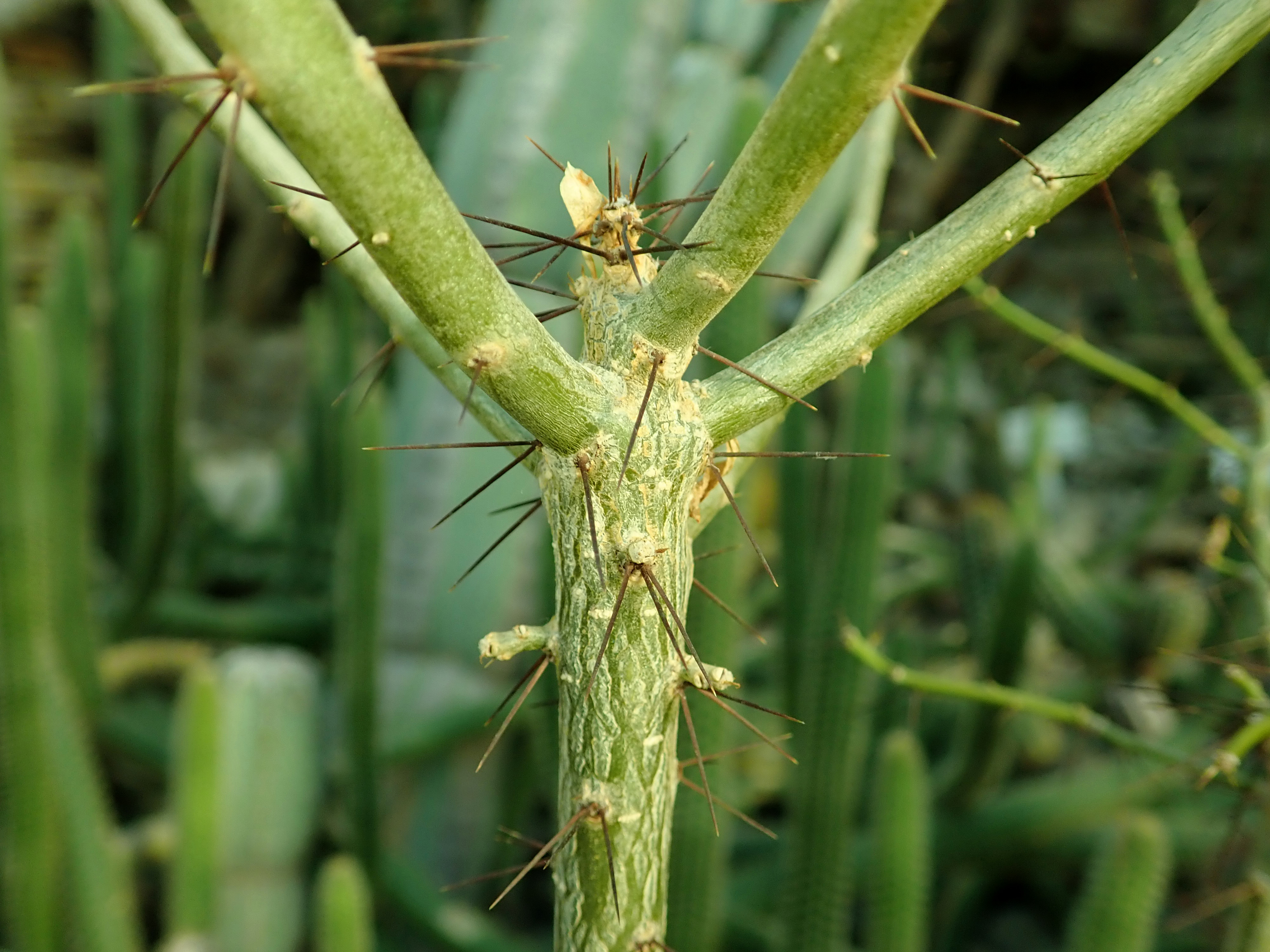
Leuenbergeria marcanoi